# L'ufficiale della Guardia
L'ufficiale della Guardia (Der Gardeoffizier)  è un film del 1926 diretto da Robert Wiene.

## Trama
Un Attore, geloso della moglie, famosa Attrice anche lei, cerca di farla cadere in contraddizione per scoprire se lei lo tradisce. Travestito da ufficiale, le si presenta nei panni di un focoso ammiratore. Lei si fa corteggiare ma, giunti al dunque, lo respinge sempre. Alla fine, l'Attrice rivela al marito di essere stata sempre conscia di avere avuto a che fare con lui. Ma il sospetto che non racconti proprio tutta la verità rimane.

## Produzione
Tratto dal lavoro teatrale A testör di Ferenc Molnár, mette in scena un testo che ha bisogno di una coppia di mattatori come protagonisti. Questa versione del 1926, fu interpretata da Alfred Abel e da María Corda, popolarissima attrice ungherese, nonché moglie del produttore Alexander Korda.
Il film fu prodotto dalla società austriaca Pan-Film AG (Wien) nel 1925.
Negli Stati Uniti, la commedia di Molnár fu ripresa a Broadway con grande successo dalla coppia Lynn Fontanne e Alfred Lunt, un duo di attori che fu interprete anche di The Guardsman, versione cinematografica sonora girata nel 1931 da Sidney Franklin.

## Distribuzione
La prima del film si tenne il 15 gennaio 1926 a Vienna. Uscì poi nelle sale cinematografiche tedesche con il titolo Der Leibgardist. Negli Stati Uniti, fu presentato a New York il 6 settembre 1927 per cui alcune fonti lo attribuiscono erroneamente a tale anno.
In Italia venne distribuito  dalla E.I.A. ad iniziare dal novembre 1926 con il titolo L'ufficiale della Guardia e venne presentato come  «il grottesco ultra - moderno celebre sulle scene italiane», vantando anche la partecipazione alla fattura del film di Pitigrilli.